# Klara Sonntag
Klara Sonntag ist eine Fernsehreihe, die seit 2021 für Das Erste produziert wird. Die Folgen haben eine Länge von ca. 90 Minuten und werden im Rahmen der Reihe Endlich Freitag im Ersten ausgestrahlt. Die Hauptrolle der Klara Sonntag spielt Mariele Millowitsch.

## Handlung
Klara Sonntag ist Bewährungshelferin mit Leib und Seele. Sie setzt sich selbstlos für ihre Klienten ein und geht dabei auch schon mal ungewöhnliche Wege. Dass sie die wesentlich jüngere Birte Hansen als Vorgesetzte akzeptieren muss, fällt ihr anfangs schwer. Erst später erfährt sie von Hansen, dass sie sich deshalb für die Arbeit im sozialen Bereich entschieden hat, weil sie in der Schulzeit einen sehr leidenschaftlichen Vortrag von Klara Sonntag erlebt hatte. Mit diesem Wissen bessert sich das Verhältnis der beiden zusehends.
Klara Sonntag ist privat seit fünfzehn Jahren mit dem Richter Thomas Aschenbach liiert und scheut sich, eine feste Verbindung mit ihm einzugehen. Diese Bindungsangst rührt aus ihrer Kindheit her, denn sie wurde mit drei Jahren von ihrer Mutter verlassen und wuchs bei Pflegefamilien auf. Unter ihren Klienten ist eines Tages ihr leiblicher Vater, an den sie sich eigentlich kaum noch erinnern kann. Durch ihn kommt die Tragik ihrer persönlichen Geschichte ans Licht, denn er hatte zusammen mit Klaras Mutter einen Banküberfall begangen, bei dem diese erschossen wurde und somit gar nicht zu ihrer Tochter zurückkommen konnte.

## Episodenliste
| Nr. | Originaltitel               | Erstausstrahlung | Regie           | Drehbuch        | Zuschauer |
| --- | --------------------------- | ---------------- | --------------- | --------------- | --------- |
| 1   | Kleine Fische, große Fische | 23. Apr. 2021    | Oliver Schmitz  | Sebastian Orlac | 4,64 Mio. |
| 2   | Liebe macht blind           | 18. März 2022    | Jeanette Wagner | Sebastian Orlac | 3,71 Mio. |
| 3   | Erste Liebe                 | 31. März 2023    | Josh Broecker   | Sebastian Orlac | 2,60 Mio. |

## Hintergrund
Gaumont GmbH drehte die Episoden in Köln und Umgebung.
Mariele Millowitsch hat an der Rolle der Klara Sonntag aktiv mitgearbeitet. Zur Entstehung der Serie sagte sie im Interview: „Die Idee dazu stammt von meinem Produzenten Ivo Beck. Wir wollten nicht noch eine Krimiserie, und so kam er auf den Gedanken, eine Geschichte über eine Bewährungshelferin zu erzählen.“

## Rezeption

### Kritiken
Rainer Tittelbach von Tittelbach.tv urteilte: „In ihrer Rolle als Bewährungshelferin bedient Mariele Millowitsch einmal mehr das Bild der aufrechten, engagierten Frau im Dienst der Gesellschaft. Schlagfertig, spitzzüngig, patent, pragmatisch, eine Frau mitten im Leben, ebenso streng wie fürsorglich, aber nie penetrant gutmenschelnd und keineswegs immer politisch korrekt. Besonders angenehm an der neuen ARD-Reihe ‚Klara Sonntag‘ (Degeto / Gaumont) ist, dass sie über die persönlichen Selbstfindungsgeschichten hinausgeht und ein Stück weit Moral und soziales Gewissen in den narrativen Fokus rückt. Die Tonlage ist ein Mix aus problemhaltigen Themen & Gute-Laune-Nummern, wie sie für Millowitsch, diese Volksschauspielerin im besten Sinne, typisch sind.“
Marcus Italiani von prisma.de schrieb über diese Filmreihe: „Klara Sonntag ist nicht irgendeine Bewährungshelferin. Wenn sie sich eines Klienten annimmt, dann kann das für den schon mal in echter Arbeit ausarten. Aber am Ende gibt sie auch oft mehr von sich preis als ihr lieb sein kann. Die perfekte Rolle für Mariele Millowitsch.“ „Klara Sonntag ist sehr direkt und emotional extrem wackelig. Sie hatte eine ganz schlimme Kindheit, war in diversen Pflegefamilien, hat Drogen genommen und irgendwann mal überdosiert. Daher rührt ihr Leitspruch: Jeder hat eine zweite Chance verdient.“